# 水轟-5
水轟-5是由中華人民共和國于1970年代研製的飛行艇，目前已从中國人民解放軍海軍中退役。為一款多用途機種，可實施海上巡邏、反潛機、轟炸機和運輸機等多種用途。現逐步退出現役，由鲲龙-600水陆两用飞机取代。

## 簡介

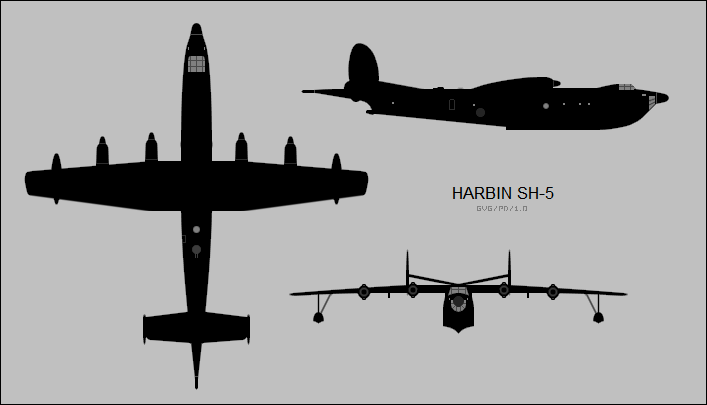
水轟-5三視圖

1950年代，中國曾向蘇聯引進6架别-6飛艇，但性能不合中國軍方要求。1960年代航空工業部委託哈爾濱飛機製造公司和605水上飛機設計研究所一同設計新的水上飛機，研發案於1968年正式啟動；1970年完成基本設計改名"水轟-5"並開始試製原型機，原型機製造3架，其中一架為靜力測試機，用於飛行測試的首架原型機1971年出廠，2號原型機1973年出廠。1975年水轟5移至湖北省荊門市漳河水庫測試，1976年4月3日首次自水面試飛起降。
不過，水轟5差一點成為中日建交的受害者。在水轟5測試過程中，1975年秋季生產單位與解放軍海軍曾發生意見相左；當次會議由解放軍海軍副司令員王萬林主持，但會議中解放軍卻透漏考慮向日本購買PS-1水上飛機作為代替品的想法；雖然最後在605所與哈飛等單位堅持並上告中央下計劃雖未被取消，但解放軍後來對水轟5的興趣劇減。直到1979年，第三机械工业部要求試製5架水轟5時，生產廠才勉強拼湊出足夠零件生產。不過1980年代解放軍在經濟困境下都艱困求生，水轟5開發案也在1983年一度下令中止；最後在海軍副司令員李景力保下躲過一劫，並繼續獲得解放軍撥款製造，但也只完成1979年所要求的試製數量。
這幾架量產機在1984-1985年間進行相關測試，在1986年服役，由北海艦隊操作。水轟五改造成滅火機則是1987年大興安嶺山林大火的救災經驗，2架水轟5在1987年12月完成改裝改代號為「SH-5B」，實際參與救災則是1989年。水轟五的研發成果後來獲得國家科技進步一等獎。
不過，根據近年媒體披露的情況則釐清當年解放軍為何對水轟五興致缺缺的理由。水轟-5實際上是别-6的放大版本。由於當時中國技術有限，在設計上留下了較多的缺陷。例如與日美類似機型相比，水轟-5的增升裝置非常簡單，效果很差。起降速度不理想。結構重量未能最優化，呆重過多。許多技術上的不足讓水轟5並未被解放軍認同，所以只在1980年代製造5架後停產，產量甚至未達到可滿編飛行團的基本規模，也無法承擔定期戰備任務。
水轟-5正如其他飛艇，其機身如同船身，內有10個水密隔艙，機尾有船舵，機身上有起落架，除了可在水上之外還能在陸上機場昇降，機頭是駕駛艙能容納正副駕駛員，駕駛艙無加壓但有暖氣系統，在其最前方有一個小丑鼻形雷達罩而在機尾端有一個磁異探側器，可以用來探測敵方潛艇，機翼是大展弦比高肩翼，上有襟翼和擾流板，可令其在水面上滑行約500米起飛和800米降落，翼下有掛架，可掛上6,000公斤各類魚雷和炸彈等武器，機上各金屬部位皆做了防金屬腐蝕處理，以防海上鹽份令金屬銹蝕。

## 失事紀錄
- 2013年5月30日：1架北海艦隊所轄之水轟5在青島膠州灣海域演訓，上午10點左右因不明原因墜海，6名机组成员全部遇难。

## 使用國家
- 中华人民共和国

## 外部連結
- 空軍世界，水轟-5
- 水轟-5的缺陷
- 四月網 揭秘：中国水轰5两栖飞机为何未能量产？ （页面存档备份，存于）